# Challengers (St. Kitts)
Challengers ist eine Siedlung an der Südküste der Insel St. Kitts im karibischen Inselstaat St. Kitts und Nevis.

## Geographie
Der Ort gehört zum Parish Trinity Palmetto Point und ist dessen westlichste Siedlung. Er liegt am Westende der Palmetto Bay, wo sich Bloody Point als Ausläufer der South East Range ins Meer vorschiebt. im Osten schließt sich Boyd’s an, während die Küstenstraße nach Westen nach Old Road Town im Parish Saint Thomas Middle Island führt.